# Ratko Rudić
Ratko Rudić (Belgrado, 7 giugno 1948) è un ex pallanuotista ed ex allenatore di pallanuoto croato, fino al 1991 jugoslavo.
Inserito nel 2007 nella International Swimming Hall of Fame per essere stato "uno dei migliori, se non il migliore, allenatore di pallanuoto che abbia mai calcato il bordo piscina"; è cittadino italiano per meriti sportivi.

## Carriera

### Giocatore
Da giocatore militò nello Jadran Spalato e nel Partizan, con quest'ultima vinse 2 volte di fila l'Eurolega e 8 campionati jugoslavi, e nella Jugoslavia, per la quale disputò 297 partite.
Indossando la calottina della nazionale, Rudić vinse due medaglie di bronzo (1970 e 1974) e una d'argento (1977) ai campionati europei, una medaglia di bronzo (1973) ai campionati mondiali e un argento alle Olimpiadi del 1980.
Convocato ininterrottamente per le Olimpiadi dal 1968 al 1980, fu costretto a rinunciare alle edizioni del 1968 e del 1976 a causa di alcuni infortuni. Oltre all'edizione del 1980, in compenso, disputò anche quella del 1972, scendendo in vasca in 9 partite e segnando 7 gol.

### Allenatore
Fu però la carriera da allenatore a valergli un posto nella storia dello sport: sulle panchine di Jugoslavia, Italia, Stati Uniti d'America e Croazia vinse quattro ori olimpici, tre titoli mondiali e tre europei, diventando così l'allenatore di pallanuoto più titolato della storia.

#### Jugoslavia
Nel 1981, subito dopo essersi ritirato, esordì sulla panchina della selezione juniores della Jugoslavia, con la quale conquistò una medaglia d'argento sia nei campionati europei sia nei mondiali di categoria. Nel 1984 passò alla guida della nazionale maggiore, convocando fra le sue file molti giocatori di quella selezione juniores come Perica Bukić, Igor Milanović e più tardi Aleksandar Šoštar, Dubravko Šimenc e Mirko Vičević. Sulla panchina slava restò fino al 1991, guidando la squadra attraverso quello che fu considerato un periodo d'oro: in quegli anni la Jugoslavia vinse due ori olimpici (1984 e 1988), un titolo mondiale (1986), una Coppa del Mondo (1987) e due medaglie d'argento agli europei (1985 e 1987).

#### Italia
Nel 1991 passò alla guida della nazionale italiana, con la quale collezionò 445 presenze e si aggiudicò il Grande Slam della pallanuoto: medaglia d'oro alle Olimpiadi del 1992, ai Mondiali del 1994, agli Europei del 1993 e del 1995 e nella Coppa del Mondo del 1993. Sulla panchina dell'Italia si aggiudicò inoltre due medaglie d'argento nella Coppa del Mondo (1995 e 1999), un bronzo alle Olimpiadi del 1996 e agli Europei del 1999.
Il periodo come commissario tecnico della nazionale italiana, però, si concluse con l'ignominia: al termine del quarto di finale delle Olimpiadi del 2000 perso dall'Italia contro l'Ungheria, fu coinvolto in una rissa che gli costò un anno di squalifica e l'esonero.

#### Stati Uniti
L'anno successivo fu chiamato alla guida della nazionale statunitense, con l'obiettivo di traghettarla verso le Olimpiadi del 2008. Con gli USA Rudić vinse meno che con le squadre precedenti: le uniche due medaglie furono un oro ai Giochi Panamericani del 2003 e un bronzo nella World League dello stesso anno.
L'esperienza sulla panchina statunitense, però, si concluse prima del previsto. Nel 2005, infatti, la Federazione croata lo richiamò in patria e Rudić non seppe rifiutare la panchina della nazionale del suo Paese.

#### Croazia
Anche con la Croazia Rudić iniziò subito a vincere: alla prima occasione utile, ai Mondiali del 2007, vinse l'oro, al quale seguirono due bronzi (nel 2009 e nel 2011). Nel 2010, inoltre, vinse anche i campionati europei, ospitati quell'anno proprio dalla Croazia.
Nel 2012 vince un altro oro olimpico a Londra battendo in rimonta la Nazionale italiana guidata dal suo allievo ed ex giocatore Sandro Campagna.

#### Brasile
Nel 2013 accettò l'offerta della Confederação Brasileira de Desportos Aquáticos di allenare la nazionale di pallanuoto maschile del Brasile in vista dei Giochi della XXXI Olimpiade a Rio de Janeiro nel 2016 venendo eliminato ai quarti dalla sua Croazia. Invece alla World League 2015 è arrivato terzo vincendo la finalina contro gli Stati Uniti contro cui ha poi perso la finale dei Giochi panamericani a luglio.

#### Pro Recco
Il 15 giugno del 2018 diventa l'allenatore della Pro Recco; è la sua prima esperienza da allenatore in una squadra di club. Il 10 marzo 2019 vince la Coppa Italia contro l’AN Brescia. Il 7 maggio 2020 chiude la sua esperienza con la società ligure e la sua carriera da allenatore dopo aver conquistato uno scudetto e una Coppa Italia.

## Palmarès

### Giocatore

#### Club
- Campionato jugoslavo: 8

Partizan: 1972, 1973, 1974, 1975, 1976, 1977, 1978, 1979
- Campionato jugoslavo d'inverno: 3

Jadran: 1967
Partizan: 1971, 1972
- Coppa di Jugoslavia: 6

Partizan: 1973, 1974, 1975, 1976, 1977, 1979
- Eurolega: 2

Partizan: 1974-75, 1975-76

#### Nazionale
- Argento olimpico: 1

Jugoslavia: Mosca 1980
- Bronzo ai campionati mondiali: 1

Jugoslavia: Belgrado 1973
- Argento ai campionati europei: 1

Jugoslavia: Jönköping 1977
- Bronzo ai campionati europei: 2

Jugoslavia: Barcellona 1970, Vienna 1974

### Allenatore

#### Club
- Campionato italiano: 1

Pro Recco : 2018-19
- Coppe Italia: 1

Pro Recco: 2019

#### Nazionale
- Oro olimpico: 4

Jugoslavia: Los Angeles 1984, Seul 1988
Italia: Barcellona 1992
Croazia: Londra 2012
- Bronzo olimpico: 1

Italia: Atlanta 1996
- Oro ai campionati mondiali: 3

Jugoslavia: Madrid 1986
Italia: Roma 1994
Croazia: Melbourne 2007
- Bronzo ai campionati mondiali: 2

Croazia: Roma 2009, Shanghai 2011
- Oro ai campionati europei: 3

Italia: Sheffield 1993, Vienna 1995
Croazia: Zagabria 2010
- Argento ai campionati europei: 2

Jugoslavia: Sofia 1985, Strasburgo 1987
- Bronzo ai campionati europei: 1

Italia: Firenze 1999
- Oro nella Coppa del Mondo: 2

Jugoslavia: Salonicco 1987
Italia: Atene 1993
- Argento nella Coppa del Mondo: 3

Italia: Atlanta 1995, Sidney 1999
Croazia: Oradea 2010
- Oro nella World league: 1

Croazia: Almaty 2012
- Argento nella World league: 1

Croazia: Podgorica 2009
- Bronzo nella World league: 3

Stati Uniti: New York 2003
Croazia: Niš 2010, Firenze 2011
- Oro ai giochi panamericani: 1

Stati Uniti: Santo Domingo 2003
- Argento ai giochi panamericani: 1

Brasile: Toronto 2015

#### Nazionale giovanile
- Argento ai campionati mondiali juniores: 1

Jugoslavia: Barcellona 1983
- Argento ai campionati europei juniores: 1

Jugoslavia: Santa Cruz de Tenerife 1984

## Riconoscimenti
- International Swimming Hall of Fame: 2007
- Premio nazionale per lo sport "Franjo Bučar": 2007